# Titan Quest
Titan quest je akční RPG videohra odehrávající se ve starověkém Řecku, Egyptě a Hedvábné stezce. Hra má jednoduché ovládání pomocí myši, případně i klávesnice.

## Děj hry i s datadiskem
Titáni měli být věčně uvězněni, ale přetrhali svá pouta a nyní plení celou zemi. Sotva hráč zvítězí na Olympu, už ho čekají další problémy – tentokrát v podsvětí. V pochmurné Hádově říši totiž povstali další nepřátelé.
Na začátku si hráč vytvoří postavu – vybere si pohlaví a barvu tuniky. Hra začíná v Řecku ve vesnici Hélos, prvním úkolem hráče je zachránit jednomu rolníkovi koně. Druhý úkol zadá starosta města. Úkol je splněn zabitím obávaného satyrského šamana.
Od druhé úrovně si hráč může vybrat mistrovství. Další si může vybrat na osmé úrovni.

## Datadisky
Immortal throne – odehrává se v podsvětí. Do tohoto datadisku byly dodány nové věci, úkoly a mnoho dalšího.
Ragnarök – odehrává se v zemích seveřanů a Asgardských bohů. Do tohoto datadisku byly dodány nové věci, úkoly a mnoho dalšího.
Atlantis – odehrává se v mytickém království Atlantis. Do tohoto datadisku byly dodány nové věci, úkoly a mnoho dalšího.

## Mistrovství
Každý hráč si pro svou postavu může vybrat dvě povolání neboli mistrovství (celkem jich je osm, devět s datadiskem).
- Válečnictví (soustředí se na boj zblízka, umožňuje nosit dvě zbraně a nacházejí se zde také různé pasivní schopnosti)
- Obrana (soustředí se na obranné dovednosti a používání štítů)
- Země (používání ohnivé magie, pozemních katastrof, ohnivých stvoření a očarování)
- Bouře (soustředí se na chladnou a bleskovou magii, očarování nošené zbraně bleskem a umožňuje vysát nepříteli energii )
- Vražda (soustředí se na speciální bojové útoky s řeznou zbraní, umožňuje ji i otrávit a nachází se zde možnost používání pastí nebo házení dýk)
- Lov (soustředí se na boj na dálku s lukem nebo také na používání kopí)
- Příroda (nacházejí se zde léčivá kouzla a očarování, schopnost povolávat si lesní obyvatele jako vlky a nymfy a umožňuje nepřítele otrávit morovou nákazou)
- Přízračná magie (nacházejí se zde kouzla na vysávání života, různé aury a schopnosti na obranu proti mrtvým, na boj s nimi a také umožňuje mrtvé povolávat zpět)
- Sny (datadisk) (nacházejí se zde zcela nové druhy kouzel s novými způsoby ublížení nepříteli pomocí iluzí, spánku, transu a umění ovládat realitu)

Pokud se hráči nějaká schopnost nelíbí, může si ji kdykoli vyměnit u nehráčské postavy s modrou značkou za velké peníze.

## Předměty
- šedý předmět: je ten nejhorší předmět ze hry
- bílý předmět: normální předmět, někdy má nějaké +, jako například odolnost proti mrazu
- žlutý předmět: je to docela nejužívanější předmět, je tam 2 až 5 unikátních schopností
- zelený předmět: je od žlutého předmětu zvláštní, protože má 2 až 10 unikátních schopností
- modrý předmět: svým způsobem se dá brát jako unikát co se týče normální úrovně a epické
- fialový předmět: je ten nejlepší předmět ve hře, jsou to ty nejunikátnější předměty

## Úrovně
- Normální: V této úrovni začínáte, padají zde šedé, bílé ,zlaté, zelené a modré.
- Epická: Tady padají stejné věci jako v normální ale navíc fialova. Navíc se tu snižuje 50 % k primárním odolnostem.
- Legendární: Padají stejné věci jako v Epické. Snížení 100 % k primárním odolnostem.

## Bossové
Bossové ve všech úrovní
- Megalesios – telkin

Na tohoto telkina narazíte za minotaurovým bludištěm v Řecku na Knóssu.
- Aktaios – telkin

S tímto telkinem se utkáte v Egyptě v Ramsesově hrobce
- Ormenos – telkin

Poslední telkin vám uteče do hory Wusao v Orientě.
- Tyfón – Zhouba bohů

S Tyfónem se utkáte na hoře Olymp
- Hádes – Bůh nemrtvých

Pro Háda si půjdete do jeho vlastního paláce
Bossové v epické
Na tyto bossy narazíte pouze na obtížnosti Epic
- Talos – Mistrovský automaton

Na tento kolos narazíte před Mínovým palácem na Knóssu
- Mantikora – Bytost z legend

Mantikoru objevíte v hluboké jeskyni v oáze Fayum
- Dračí lich – Vládce nemrtvých

Na liche narazíte blízko Čanganu

## NPC
NPC postavy, které vám poskytují různé služby. Například prodávají léčivé lahvičky a můžete jim prodat nalezené věci.
- Obchodník – Obchodníci poskytují služby nákupu a prodeji zboží. Lze u nich koupit cokoliv, zbraně, zbroj, amulety prsteny, lektvary.

- Kovář – Kováři se specializují na prodej zbraní a zbroje, rozhodně u nich nekoupíte prsteny a amulety. Lektvary, ale mají!

- Arkanista – Arkanisté se specializují na prodej kouzelných věcí. Lze u nich koupit prsteny a amulety. A dále samozřejmě lektvary.

- Mystik – Mystik je postava, která umí za určité peníze odebrat body z vašich schopností, které nepoužíváte.

- Divotvůrce – Pouze u datadisku. Divotvůrce má dvě funkce. Sestavuje artefakty a odebírá relikvie z předmětů. Pro sestavení artefaktu potřebujete formuli, potřebné relikvie a peníze za sestavení. U odebírání relikvií máte dvě možnosti, buď si necháte předmět nebo relikvii.

- Karavana – Pouze u datadisku. Karavana je vlastně taková truhla, ve které si můžete uchovávat nalezené věci. Truhla má dvě části část pro vaše věci, a část společnou pro všechny účty, tzv. transfer.